# Кальвадос (напиток)
Кальвадо́с (фр. Calvados) — яблочный или грушевый бренди, получаемый путём перегонки сидра, из французского региона Нижняя Нормандия. Крепость около 40 % об.

## История
Первое упоминание о производстве кальвадоса связано с именем Жиля де Губервиля, который в 1553 году в своём «Дневнике» упоминает о практике дистилляции сидра.
Своё название напиток получил от названия одного из департаментов Нормандии — сначала в разговорной речи в середине XIX века, а позже было закреплено в «Правилах подлинности происхождения» (фр. Appellation d’origine contrôlée, AOC) в 1942 году.

## Стандарты

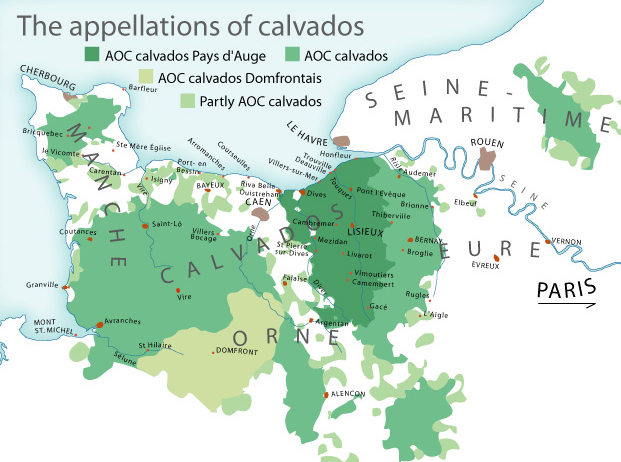
Карта региональных стандартов производства Кальвадоса

В соответствии с редакцией «Правил подлинности происхождения» (AOC) для кальвадоса, утверждённой Национальным институтом происхождения и качества в 1984 году, существует три вида стандартов на подлинный Кальвадос:
1. Calvados.
2. Calvados Pays d’Auge.
3. Calvados Domfrontais.

Место изготовления кальвадоса ограничивается французскими департаментами Кальвадос, Манш, Орн и частями департаментов Эр, Майенн, Сарт и Эр и Луар. Более жёсткие правила «Appellation Calvados Pays d’Auge contrôlée» ограничивают область изготовления напитка восточной оконечностью департамента Кальвадос и рядом примыкающих областей.

### Стандарт Calvados

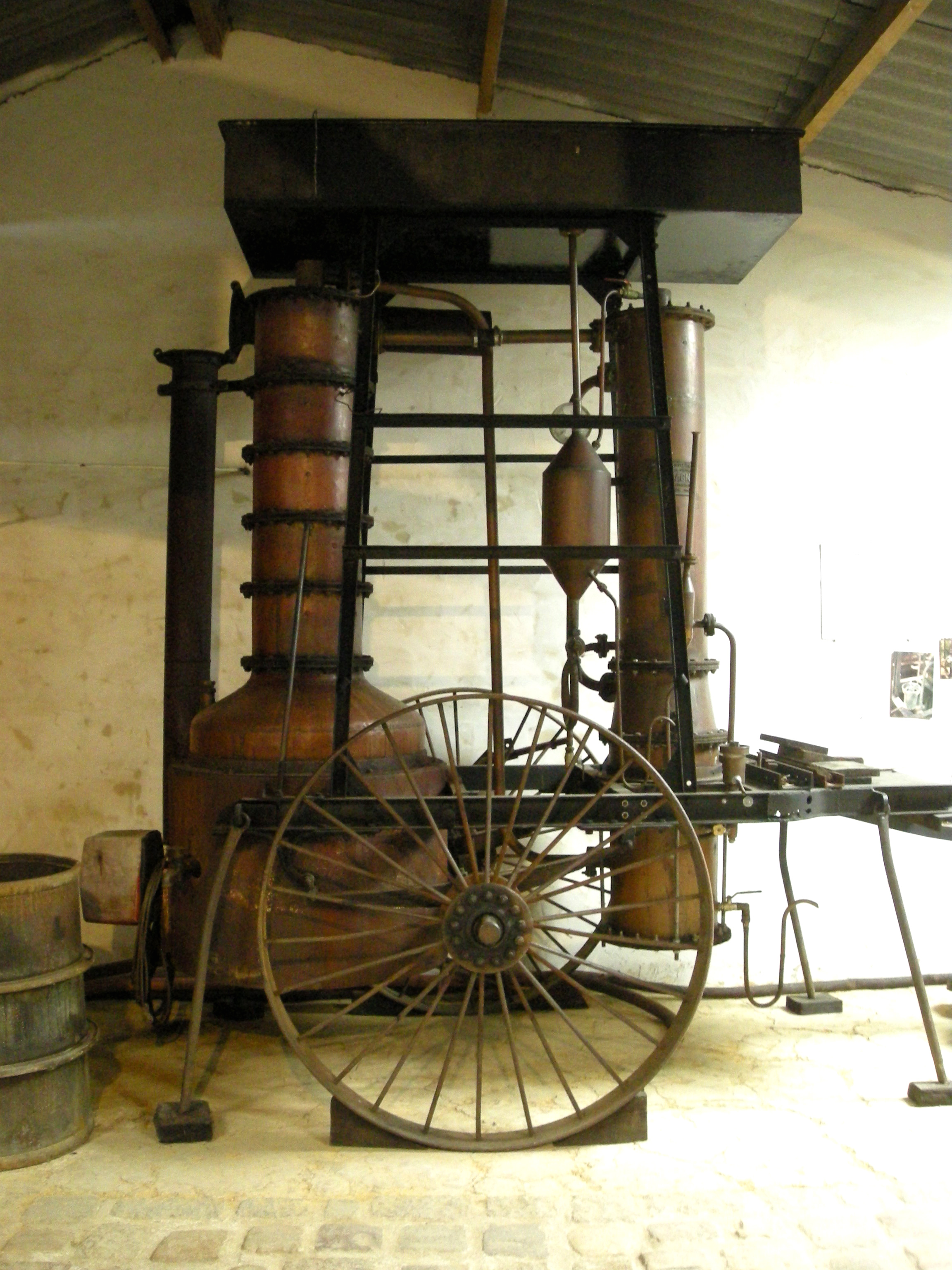
Цилиндрический дистиллятор

Строго определены географические границы данного апелласьона, в котором зарегистрировано 6000 производителей, из которых 400 крупных.
Это самый большой по площади и объёму производства апелласьон. Для него характерны отсутствие строгих правил и, как следствие, большое разнообразие стилей и уровней качества.
В этом апелласьоне применяется однократная дистилляция в цилиндрических («колоновидных») дистилляторах и двукратная дистилляция в аламбиках.
Дистиллят выдерживается минимум 2 года в дубовых бочках.
В AOC calvados насчитывается 100 цилиндрических дистилляторов, некоторые из которых мобильные.

### Стандарт Calvados Pays d’Auge

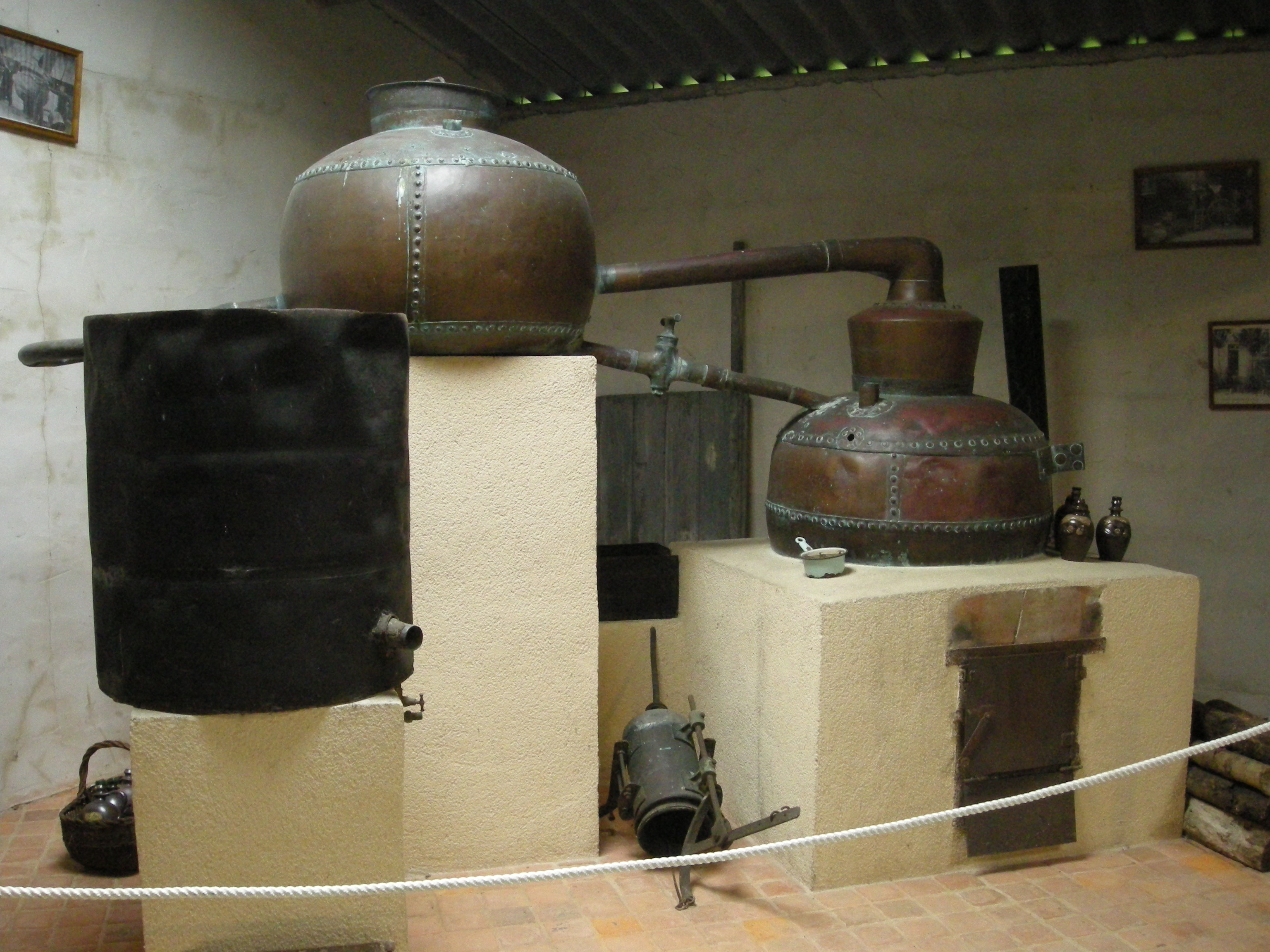
Аппарат двойной дистилляции

Географические границы данного апелласьона также строго определены. В стандарте зарегистрировано 2500 производителей, из которых 40 крупных.
Сидр должен пройти процесс ферментации в течение минимум 21 дня, кроме того, должна применяться двойная дистилляция. Дистиллят выдерживается минимум 2 года в дубовых бочках. Всего у производителей Calvados Pays d’Auge насчитывается 60 аппаратов двойной дистилляции.

### Стандарт Calvados Domfrontais
Апелласьон создан в 1997 году.
Строго определены географические границы апелласьона.
В данном апелласьоне зарегистрировано 1500 производителей, из которых 5 крупных.
В этом апелласьоне под слоем глины залегают граниты, яблони растут хуже, зато отлично чувствуют себя груши, корневая система которых больше стелется, чем проникает вглубь.
Сады должны состоять, по крайней мере, на 25 процентов из грушевых деревьев.
По правилам AOC для приготовления напитка используется как минимум 30 процентов грушевых спиртов. На практике их составляющая зачастую доходит до 50 %.
В этом апелласьоне применяется однократная дистилляция в цилиндрических («колоновидных») дистилляторах. Как правило, передвижной дистиллятор кочует от фермера к фермеру.
Дистиллят выдерживается минимум 3 года в дубовых бочках.
В Calvados Domfrontais насчитывается 20 цилиндрических дистилляторов.

## Отбор яблок и груш
Производители используют только маленькие яблоки с сильной ароматической интенсивностью. В Нормандии таких сортов насчитываются сотни, но для Pays d’Auge рекомендовано только 48 сортов.
Кальвадос получают путём смешивания различных спиртов. Правильное смешивание позволяет поддерживать одинаковый вкус на протяжении многих лет независимо от годовых вариаций качества яблок и груш. Для этого производитель обычно выращивает от 20 до 40 различных сортов яблок.
Различные сорта яблок, в зависимости от кислотности, привкуса горечи, содержания сахара и танинов, делятся на 4 категории: горькие, горько-сладкие, сладкие и кислые.
Обычно кальвадос на 10 процентов производится из горьких сортов, на 70 процентов — из горько-сладких и на 20 процентов — из кислых. Груши сопоставимы с категорией кислых яблок.

## Выдержка

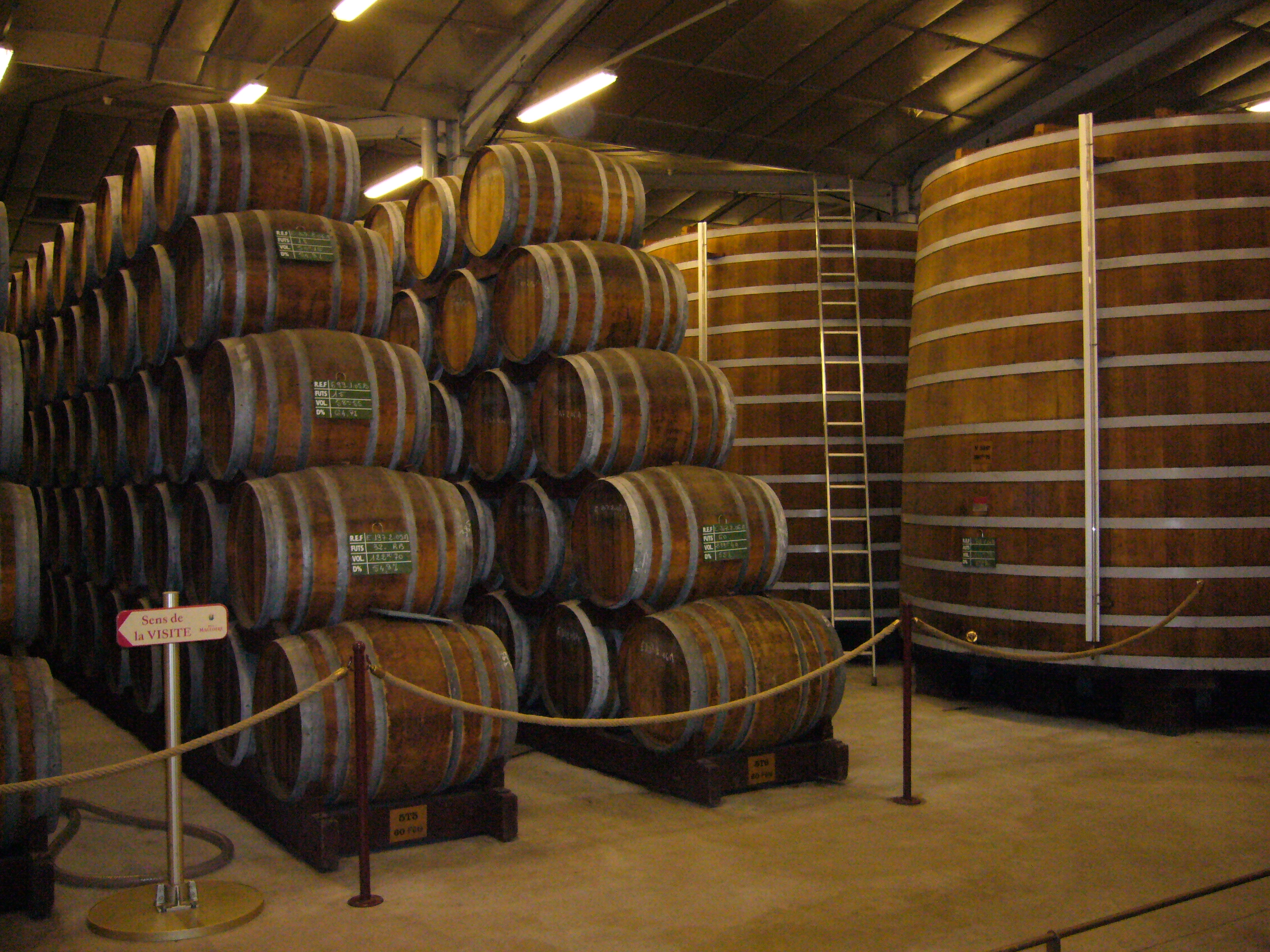
Кальвадос выдерживается в дубовых бочках

После перегонки сидра кальвадос ещё не имеет цвета. В этот момент он ещё не является кальвадосом в полном смысле слова. Кальвадосом он становится в результате выдержки в дубовых бочках, получая цвет и различные оттенки ароматов.
Бочка заполняется спиртами 70 % крепости. Во время вызревания в бочку добавляется вода.
Потребители могут узнать о возрасте (и качестве) кальвадоса по специальным обозначениям на этикетках бутылок. Указанный на этикетке срок означает, что каждый из входящих в данный кальвадос спиртов имеет срок выдержки не менее указанного.
- Fine, Trois etoiles («Три звёздочки»), Trois pommes («три яблока», фр.) — выдержка в бочке не менее 2 лет;
- Vieux-Reserve — не менее 3 лет;
- V.O.(Very Old), VO, Vieille Reserve, V.S.O.P. (Very Superior Old Pale), VSOP — не менее 4 лет;
- Extra, X.O.(Extra Old), XO, Napoleon, Hors d’Age, Age Inconnu — не менее 6 лет;
- Age 12 ans, 15 ans d’age — не менее указанного количества лет;
- 1946, 1973 — винтажные кальвадосы.

## Ведущие производители
- Anee (AOC calvados)
- Berneroy (AOC Calvados)
- Boulard S.A.C.B. (Calvados Pays d’Auge)
- Busnel (Calvados Pays d’Auge)
- Adrien Camut (Calvados Pays d’Auge)
- Chateau du Breuil (Calvados Pays d’Auge)
- Christian Drouin — 'Coeur de Lion' (Calvados Pays d’Auge)
- Le Clos d’Orval (AOC calvados)
- Comte Louis de Lauriston (Calvados Domfrontais)
- Coquerel (AOC calvados)
- Daron (Calvados Pays d’Auge)
- David
- Philippe Daufresne (Calvados Pays d’Auge)
- Serge Desfrieches (Calvados Pays d’Auge)
- Des Deux-Sapins, Earl Jaouen
- Des Grimaux, Earl
- Desvoye
- Domaine de la Merite (AOC calvados)
- Domaine Dupont (Calvados Pays d’Auge)
- Fermicalva (AOC calvados)
- Ferme de l’Hermitiere (AOC calvados)
- Giard, S.C.E.A. (Calvados Pays d’Auge)
- Victor Gontier (Calvados Domfrontais)
- Roger GROULT (Calvados Pays d’Auge)
- Houley
- Michel HUARD (AOC calvados)
- Michel Hubert (Calvados Pays d’Auge)
- Pierre Huet (Calvados Pays d’Auge)
- Lebrec
- Lecompte (Calvados Pays d’Auge)
- Lelouvier
- Lemorton (Calvados Domfrontais)
- Le Père Jules (Calvados Pays d’Auge)
- Leroyer
- Les Remparts
- Les Vergers de Champ-Hubert
- Macrel
- Manoir de Querville (Calvados Pays d’Auge)
- Francois et Stephane Grandval (Calvados Pays d’Auge)
- Manoir d’Apreval (Calvados Pays d’Auge)
- Martayrol
- Morin (AOC calvados)
- PARC du MOULIN
- Père Magloire (Calvados Pays d’Auge)
- Philippe Piednoir
- Pomypom
- Preaux
- Sapiniere
- Toutain
- Puchek